# August Pfeiffer (Mediziner)
August Pfeiffer (* 28. Juni 1848 in Wiesbaden; † 17. Mai 1919 ebenda) war ein deutscher Arzt und Bakteriologe.

## Leben
August von Pfeiffer studierte an den Universitäten Bonn, Marburg und Würzburg Medizin. In Würzburg wurde er 1869 Mitglied des Corps Nassovia. 1873 wurde er zum Dr. med. promoviert und ließ sich 1874 als praktischer Arzt in Nieder-Walluf am Rhein nieder. Seine Fortbildung als Bakteriologe erhielt er in Göttingen und Berlin bei Robert Koch und Carl Flügge. Später zog er nach Wiesbaden, wo er Abteilungsvorsteher und beeidigter Sachverständiger am Lebensmitteluntersuchungsamt wurde. 1887 wurde er zum Physikus des Stadt- und Landkreises Wiesbaden ernannt und 1891 zum Regierungs- und Medizinalrat bei der Bezirksregierung in Wiesbaden berufen.
In seiner wissenschaftlichen Tätigkeit führte er bakteriologische und hygienische Untersuchungen durch. 1883 gelang ihm zusammen mit H. Pagenstecher erstmals die erfolgreiche Impfung von Kaninchen mit lupösem Gewebe in die vordere Kammer unter Nachweis der Koch’schen Bazillen. 1885 gelang ihm erstmals der Nachweis von Typhusbazillen im Stuhlgang Typhuskranker. 1886 konnte er das erstmalige Auftreten der asiatischen Cholera in Deutschland in den Ortschaften Finthen und Gonsenheim nach Entdeckung der Kommabazillen durch Nachweis der Koch’schen Choleravibrionen feststellen.

## Auszeichnungen
August Pfeiffer wurde 1900 zum Geheimen Medizinalrat ernannt.

## Schriften
- Die Vivisection und die Agitation ihrer Gegner, 1882 (zusammen mit Mestrum)
- Über die bacilläre Pseudotuberkulose bei Nagethieren, 1889
- Hygiene und Epidemiologie, 1891
- Anleitung zur Vornahme bakteriologischer Wasser-Untersuchungen, 1892
- Handbuch der Verwaltungs-Hygiene, 1895
- Berichte über die Verwaltung des Medicinalwesens im Regierungsbezirk Wiesbaden, 1889/91 und 1892/94